# هونان بوغوسیان
هونان هراچی بوغوسیان (Հունան Հրաչի Պողոսյան؛ زادهٔ ۳۰ مهٔ ۱۹۶۴) یک سیاستمدار اهل ارمنستان است که از اکتبر ۲۰۱۸ تا ۳۰ نوامبر ۲۰۲۰ سمت استانداری استان سیونیک را برعهده داشت.

## زندگی‌نامه
در ۳۰ مهٔ ۱۹۶۴ در ایروان به دنیا آمد و از دانشگاه دولتی ایروان فارغ‌التحصیل شد. 

## یادداشت
1. ↑  ՀՀ ոստիկանության կազմակերպված հանցավորության դեմ պայքարի գլխավոր վարչության պետ